# Пептизація
Пептиза́ція (англ. peptization, нім. Peptisierung f) — розщеплювання агрегатів (грудок, пластівців, згустків), що виникли при коагуляції дисперсних систем, на первинні частинки під дією рідкого середовища (наприклад, води) або спеціальних речовин — пептизаторів. Пептизація — один зі способів отримання колоїдних розчинів, застосовується в техніці при одержанні високодисперсних суспензій глин та інших речовин.
Процес зворотний коагуляції. Виникає при збільшенні температури, видаленні коагулянтів, введенні в дисперсійне середовище деяких електролітів або поверхнево-активних речовин — пептизаторів. Пептизація відбувається при збільшенні заряду частинок і (або) ліофілізації (гідрофілізації) їх поверхні.
Наочне виявлення пептизації — «колоїдне розчинення» коагулянту (коагелю), що випав у осад, об'ємне розрідження високодисперсної структурованої суспензії. Пептизація можлива тільки при коагуляційних контактах між частинками, тобто при об'єднанні їх в агрегати або просторову структурну сітку силами міжмолекулярних взаємодій через тонкий прошарок дисперсійного середовища. В результаті пептизації можлива повна руйнація просторової сітки й переходу гелю в золь. Явище пептизації використовується при флотації для пептизації шламів тощо. Пептизацію використовують у різних технологічних процесах для одержання рідких дисперсних систем з паст та порошків. Пептизація — часто небажаний процес, наприклад, при взаємодії бурового розчину з глинистими породами, що складають стінки стовбура бурової свердловини, при очищенні води коагулянтами. Пептизація. відіграє важливу роль у природних процесах: генезисі осадових порід, зміні складу та структури ґрунтів, перерозподілі в земній корі речовин біогенного й абіогенного походження.